# F.C. Copenhagen
Câu lạc bộ bóng đá Copenhagen (tiếng Đan Mạch: Football Club København, phát âm [kʰøpm̩ˈhaʊ̯ˀn]), thường được biết đến với tên gọi FC København, FC Copenhagen, Copenhagen hoặc đơn giản là FCK, là một câu lạc bộ bóng đá chuyên nghiệp của ở Copenhagen, Đan Mạch. FCK được thành lập vào năm 1992 sau sự sáp nhập của Kjøbenhavns Boldklub và Boldklubben 1903.
F.C. Copenhagen đã vô địch Giải bóng đá vô địch quốc gia Đan Mạch 13 lần và Cúp bóng đá Đan Mạch 8 lần, trở thành câu lạc bộ thành công nhất trong lịch sử bóng đá Đan Mạch về mặt số danh hiệu giành được. Tính đến tháng 7 năm 2019, Copenhagen là câu lạc bộ Scandinavia có thứ hạng cao nhất trong danh sách xếp hạng các đội bóng của UEFA.
Copenhagen chơi các trận đấu sân nhà tại Telia Parken, cũng chính là sân vận động phục vụ cho các trận đấu của Đội tuyển bóng đá quốc gia Đan Mạch.

## Đội hình

### Đội hình hiện tại
Tính đến 16 tháng 8 năm 2023
Ghi chú: Quốc kỳ chỉ đội tuyển quốc gia được xác định rõ trong điều lệ tư cách FIFA. Các cầu thủ có thể giữ hơn một quốc tịch ngoài FIFA.
| Số | VT | Quốc gia   | Cầu thủ                      |
| -- | -- | ---------- | ---------------------------- |
| 1  | TM | Ba Lan     | Kamil Grabara                |
| 2  | HV | Hà Lan     | Kevin Diks                   |
| 3  | HV | Slovakia   | Denis Vavro                  |
| 5  | HV | Gruzia     | Davit Khocholava             |
| 6  | HV | Đan Mạch   | Christian Sørensen           |
| 7  | TV | Thụy Điển  | Viktor Claesson (đội trưởng) |
| 9  | TV | Bồ Đào Nha | Diogo Gonçalves              |
| 10 | TV | Na Uy      | Mohamed Elyounoussi          |
| 11 | TĐ | Sénégal    | Khouma Babacar               |
| 12 | TV | Đan Mạch   | Lukas Lerager                |
| 14 | TĐ | Đan Mạch   | Andreas Cornelius            |
| 18 | TĐ | Iceland    | Orri Óskarsson               |
| 19 | HV | Đan Mạch   | Elias Jelert                 |

| Số | VT | Quốc gia  | Cầu thủ          |
| -- | -- | --------- | ---------------- |
| 20 | HV | Đan Mạch  | Nicolai Boilesen |
| 21 | TM | Đan Mạch  | Theo Sander      |
| 22 | HV | Đan Mạch  | Peter Ankersen   |
| 23 | TV | Nigeria   | Akinkunmi Amoo   |
| 24 | HV | Na Uy     | Birger Meling    |
| 25 | TĐ | Thụy Điển | Jordan Larsson   |
| 27 | HV | Đan Mạch  | Valdemar Lund    |
| 30 | TV | Tunisia   | Elias Achouri    |
| 33 | TV | Đan Mạch  | Rasmus Falk      |
| 36 | TV | Đan Mạch  | William Clem     |
| 40 | TV | Thụy Điển | Roony Bardghji   |
| 41 | TM | Đan Mạch  | Andreas Dithmer  |

### Những cầu thủ nổi tiếng của câu lạc bộ
Dưới đây là danh sách được bầu ra từ các người hâm mộ. Cuộc bầu chọn diễn ra năm 2006.
| - Sibusiso Zuma, (2000–2005) - Peter Nielsen, (1996–1999), (2002–2003) - Lars Højer, (1992–1999) - Christian Poulsen, (2000–2002) - Todi Jónsson, (1997–2005) - Bjarne Goldbæk, (1996–1998) - Erik Mykland, (2001–2004) - Peter Møller, (1993–1994), (2001–2005) - Michael Mio Nielsen, (1993–2001) - Niclas Jensen, (1998–2002), (2007–2009) - Ståle Solbakken, (2000–2001) - Christian Lønstrup, (1992–1996), (1998–2005) - Michael Manniche, (1992–1994), (1996) | - Álvaro - Santos, (2003–2006) - Tobias Linderoth, (2004–2007) - Lars Jacobsen, (2004–2007) - Bo Svensson, (1999–2006) - Diego Tur, (1992–2002) - Jesper Christiansen, (2005–2010) - Hjalte Nørregaard, (1999–2005), (since 2006) - Jacob Laursen, (2000–2002) - Martin Johansen, (1992–1997) - Michael Johansen, (1992–1996) - Antti Niemi, (1995–1997) - Morten Bisgaard, (2001–2004) - Brede Hangeland, (2005–2008) |

### Một số cầu thủ đáng chú ý khác
| Đan Mạch - Michael Gravgaard - Carsten V. Jensen - Brian Laudrup - David Nielsen - Thomas Røll - Michael Silberbauer - Iørn Uldbjerg - Martin Albrechtsen - Christian Poulsen Brazil - Aílton José Almeida | Canada - Atiba Hutchinson Cộng hòa Séc - Libor Sionko Anh - Mark Robins Pháp - William Prunier Na Uy - Brede Hangeland Thụy Điển - Marcus Allbäck - Tobias Linderoth |

## Danh hiệu
- Danish Superliga

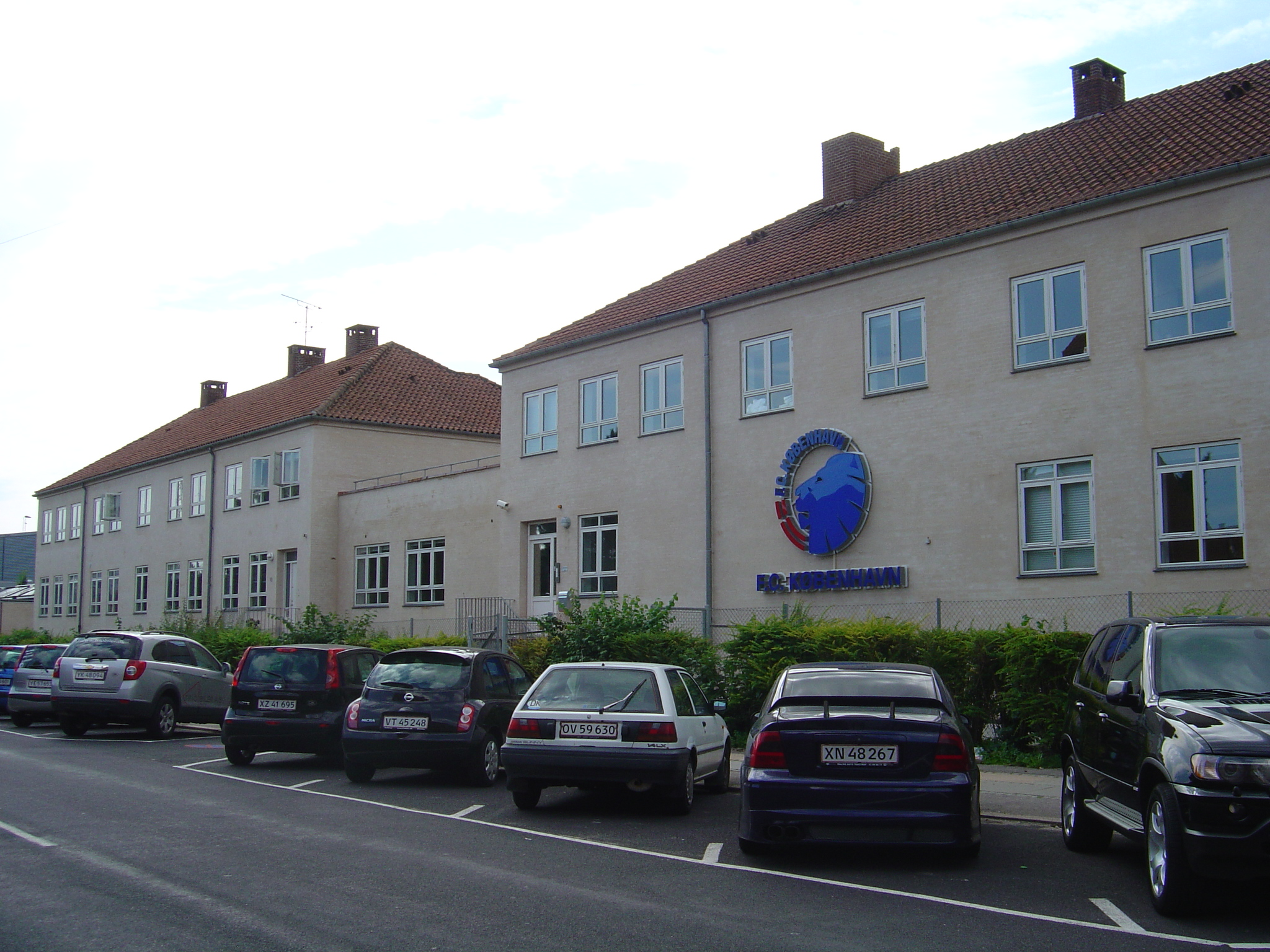
Một phần tòa nhà huấn luyện của câu lạc bộ.

  - Giải bóng đá vô địch quốc gia Đan Mạch Vô địch (16): 1993, 2001, 2003, 2004, 2006, 2007, 2009, 2010, 2011, 2013, 2016, 2017, 2019, 2022, 2023, 2025
  - Nhì (3): 1994, 2002, 2005
  - Thứ 3 (2): 1998, 2008
- Cup quốc gia Đan Mạch
  - Vô địch (4): 1995, 1997, 2004, 2009
  - Á quân (3): 1998, 2002, 2007
- Danish League Cup
  - Vô địch: 1996
  - Á quân (2): 2005, 2006
- Siêu Cup quốc gia Đan Mạch
  - Vô địch (3): 1995, 2001, 2004
- Ørestad Cup
  - Vô địch (2): 2000, 2002
- Cup Nhà vua
  - Vô địch: 1994

### Các giải đấu châu Âu
- UEFA Champions League
  - Vòng sơ loại thứ 2: 2004–05
  - Vòng sơ loại thứ 2, thứ 3, vé vớt vòng bảng: 1993–94, 2001–02, 2003–04, 2007–08, 2009–10
  - Vòng chung kết (thi đấu vòng bảng 4 đội): 2006–07
- UEFA Cup
  - Vòng 1: 1994–95, 2002–03, 2005–06
  - Vòng 2: 1992–93, 2003–04
  - Vòng 3: 2001–02
  - Vòng chung kết (thi đấu vòng bảng 4 đội): 2007–08
  - Vòng 32 đội: 2008–09
- UEFA Cup Winners' Cup
  - Vòng 1: 1995–96
  - Vòng 2: 1997–98, 1998–99
- UEFA Intertoto Cup
  - Vòng bảng 4 đội: 1993
  - Nhì bảng vòng 4 đội: 1996
  - Nhất bảng vòng 4 đội: 1992
  - Vòng 2: 1999
- Royal League
  - Vô địch (2): 2004–05, 2005–06
  - Á quân: 2006–07[5]